# Ikarus 405
Ikarus 405 — городской автобус производства венгерской фирмы IKARUSBUS Kft. Выпускался с 1994 года по 1996 год. Большая часть машин поставлялась в Будапешт, на маршруты малой загруженности.

## История
В начале 1990-х годов столичный венгерский перевозчик BKV Zrt. объявил о приобретении в лизинг новых автобусов малой вместимости для малозагруженных маршрутов Будапешта. В первую очередь это было связано с повышением мер безопасности перевозки пассажиров, которые пользовались небезопасным, по мнению транспортников, видом транспорта, как маршрутное такси. Конкурс на поставку новых автобусов выиграл завод Ikarus и в 1993 году представил публике новый короткий автобус в кузове модели 415-го Икаруса — Ikarus 405. Новый автобус имеет длину 7,3 метра. Для входа и выхода пассажиров у Ikarus-405 имеется всего две двери, расположенные в передней и средней частях автобуса. При этом обе двери имеют разную ширину дверного проема: створки первой двери аналогичны задней (третьей) двери модификации Ikarus 415.14, тогда как вторая дверь имеет стандартную ширину проема. К 1995 году партия из 90 автобусов Ikarus 405.06 прибыла в Будапешт, однако практически сразу после начала пассажирской эксплуатации стали ощущаться проблемы в управлении. В 1998 и 1999 году два автобуса Ikarus 405.06 с государственными номерами BX 52-17 и BX 52-25 были признаны непригодными к восстановлению после двух серьёзных аварий, последняя из которых привела к отзыву партии будапештских автобусов на доработку производителю. К 2001 году всем автобусам Ikarus-405.06 был заменён двигатель, соответствующий стандарту Евро-2.
Наряду с базовой модификацией 405.06, завод Ikarus выпустил ещё 16 мелкосерийных модификаций этого автобуса с различными двигателями других производителей. Однако в то время автобусы малой вместимости как Ikarus 405 были непопулярны среди перевозчиков, эксплуатирующих маршрутки. Поэтому данная модель строилась в основном под заказ. Ikarus 405.01 был выпущен в трех экземплярах в 1994 году и оснащен немецким двигателем MAN. Два экземпляра были поставлены в Варшаву на опытную эксплуатацию, тогда как третий был продан в чешский город Страшице. В 2003 году один из варшавских Ikarus 405.01 был выкуплен украинским автопредприятием АТП-10973 из города Свердловска Луганской области.
В том же году в двух экземплярах была выпущена модификация Ikarus 405.02 для немецкого города Вупперталь, а уже в следующем году в город поступило ещё четыре таких же небольших автобуса в улучшенной модификации Ikarus 405.02A. К 2006 году эксплуатация четырёх машин завершилась и все они были утилизированы. На сегодняшний день в Вуппертале остался единственный экземпляр Ikarus 405.02A, ныне хранимый в местном музее ретротехники.
В 1995 году польский город Бельско-Бяла купил два автобуса модификации Ikarus 405.03. От всех других модификаций она отличалась форточками откидного типа.
В 1994 году на заводе была выпущена опытная модификация Ikarus 405.04 c улучшенной отделкой салона. В 1995 году проходил испытания в Катовице, после чего был возвращен обратно в Венгрию. До 1999 года автобус стоял на территории завода Ikarus, после чего был выкуплен перевозчиком Somló Volán Zrt. из города Шюмег. В 2009 году автобус был выкуплен добровольцами из города Лайошмиже, где был подвергнут капитальному ремонту. В 2015 году столичный перевозчик BKV Zrt. выкупил этот автобус из Лайошмиже и ныне вновь работает с пассажирами на городских маршрутах.

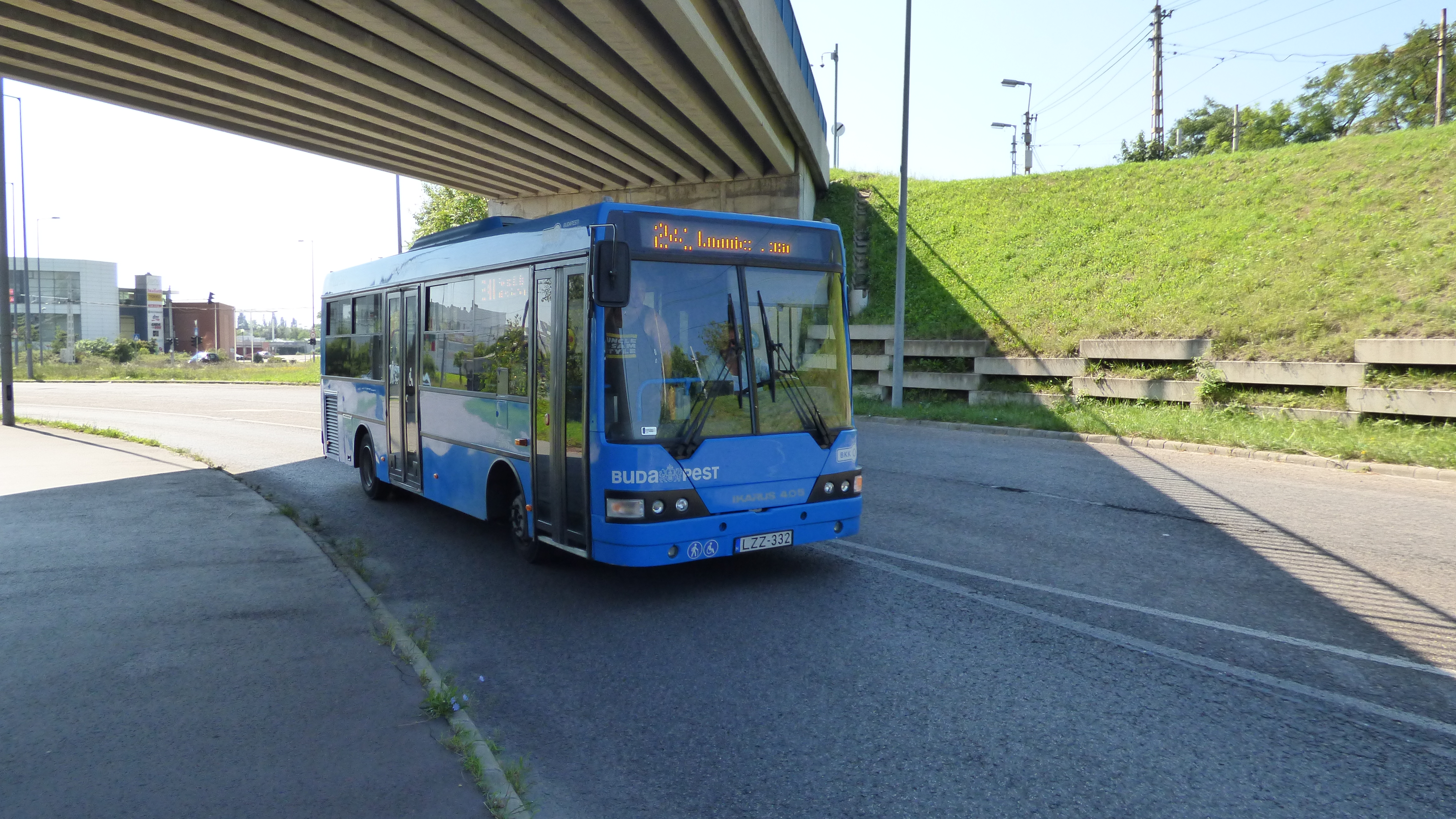
Ikarus 405 в Будапеште после капитального ремонта

В 1995 году в двух экземплярах была выпущена модель Ikarus 405.05 и поставлена в Будапешт в дополнение к партии из 90 автобусов модификации Ikarus 405.06. От базовой модификации она отличается наличием откидного пандуса, предназначенного для заезда лиц с ограниченными возможностями. В 2013—2015 годах оба автобуса прошли капитальный ремонт и покрашены в синий цвет, а также получили кондиционер и новую светотехнику.
В 1997 году Греция заказала восемь автобусов модификаций Ikarus 405.08 и Ikarus 405.08A. Как и Ikarus 405.03, она также имеет форточки откидного типа. Из-за особенностей климата для большего комфорта пассажиров форточки были сделаны во всех окнах.
В начале 2000-х, с приходом на рынок таких ведущих производителей автобусов, как MAN, Mercedes Benz и Solaris, Ikarus 405 стал выглядеть морально устаревшим. С 2005 года Германия, Греция, Польша и Чехия стали отказываться от модели Ikarus 405, заменяя их на новые автобусы немецкого производства. С 2007 года Ikarus 405 начал поэтапно выводиться из пассажирской эксплуатации и в Венгрии. В настоящее время в Будапеште в эксплуатации осталось шесть машин модификации Ikarus 405.06. Ещё четыре экземпляра этого автобуса переданы в музей городского транспорта г. Будапешт летом 2016 года.

## Модификации
- Ikarus 405 — базовая опытная модификация.
- Ikarus 405.01 — модификация с двигателем MAN. Разово поставлялся в Польшу и Чехию.
- Ikarus 405.02 — модификация для Вупперталя.
- Ikarus 405.02А — улучшенная модификация для Вупперталя.
- Ikarus 405.04 — опытная модификация с улучшенной отделкой салона. Работал в Катовице и Шюмеге. Ныне работает в Будапеште.
- Ikarus 405.05 — экспериментальная модификация с откидным пандусом для Будапешта.
- Ikarus 405.06 — серийная модификация для Будапешта.
- Ikarus 405.08 — модификация для работы в субтропических зонах. Поставлялся в Грецию.